# 弗里欧库尔
弗里欧库尔（法語：Friaucourt，法語發音：[fʁijokuʁ]）是法国上法蘭西大區索姆省的一个市镇，属于阿布维尔区。

## 地理
弗里欧库尔（50°5'22"N, 1°28'32"E）面积4.16 平方千米，位于法国上法蘭西大區索姆省，该省份为法国北部沿海省份，北起加来海峡省和北部省，西接滨海塞纳省和大西洋英吉利海峡，南至瓦兹省，东临埃纳省。
与弗里欧库尔接壤的市镇（或旧市镇、城区）包括：瓦尼亚吕、阿勒奈、欧尔特、圣康坦-拉莫特-克鲁瓦欧巴伊。

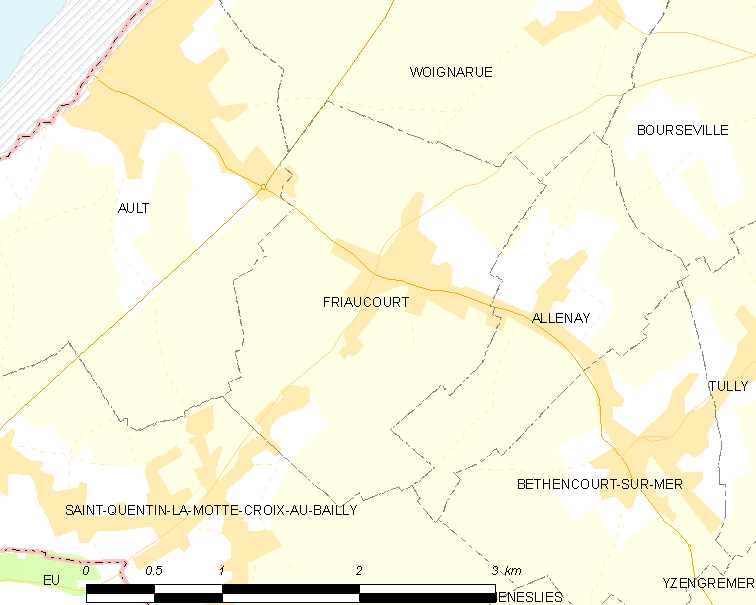
弗里欧库尔的OSM定位图

弗里欧库尔的时区为UTC+01:00、UTC+02:00（夏令时）。

## 行政
弗里欧库尔的邮政编码为80460，INSEE市镇编码为80364。

## 政治
弗里欧库尔所属的省级选区为弗里维尔-埃斯卡博坦县。

## 人口

1962-2008年间弗里欧库尔人口变化图示

弗里欧库尔于2022年1月1日时的人口数量为692人。